# Иосиф (Девочкин)
Ио́сиф (Де́вочкин) (ум. 1609) — казначей Троице-Сергиева монастыря.
Обвинялся воеводой Долгоруковым и его сторонниками (по доносу монаха Гурия Шишкина) в отношениях с Сапегой и Лисовским, осаждавшими Троицкий монастырь. После пытки, которой его подверг Долгоруков, несмотря на сопротивление другого воеводы Голохвастова, Иосиф вскоре умер.